# Eerste nationale herenhandbal 2008/09
De eerste nationale 2008–09 is de hoogste divisie in het Belgische handbal.
Door de fusie tussen HC Eynatten en HC Raeren '76 werd het team van HC Eynatten vervangen door HC Eynatten-Raeren.

## Teams
| Ploeg              | Plaats            | Provincie      | Trainers                                               | Hal                         |
| ------------------ | ----------------- | -------------- | ------------------------------------------------------ | --------------------------- |
| HC AtomiX          | Haacht            | Vlaams-Brabant | Vlag van onbekend gebied                               | Den Dijk                    |
| Achilles Bocholt   | Bocholt           | Limburg        | Gabrie Rietbroek                                       | De Damburg                  |
| HC Eynatten-Raeren | Eynatten - Raeren | Luik           | Olivier Leleux Zbigniew Krzyskow vroegtijdig ontslagen | Sporthalle Eynatten         |
| Initia HC Hasselt  | Hasselt           | Limburg        | Luc Boiten                                             | Alverberg                   |
| ROC Flémalle       | Flémalle          | Luik           | Thierry Herbillon                                      | Hall omnisports André Cools |
| KV Sasja HC        | Hoboken           | Antwerpen      | Alex Jacobs                                            | Sorghvliedt                 |
| Sporting Neerpelt  | Neerpelt          | Limburg        | Predrag Dosen                                          | Dommelhof                   |
| United HC Tongeren | Tongeren          | Limburg        | Jos Schouterden                                        | Eburons Dôme                |
| HCA Lommel         | Lommel            | Limburg        | Szymon Dobrzynski                                      | ?                           |
| HC Visé BM         | Wezet             | Luik           | Vlag van onbekend gebied                               | Hall Omnisports de Visé     |

## Reguliere competitie
| Pos | Club               | Wed | W  | G | V  | Ptn | DT  | DV  | +/− | Opmerking                |
| --- | ------------------ | --- | -- | - | -- | --- | --- | --- | --- | ------------------------ |
| 1   | Achilles Bocholt   | 18  | 14 | 1 | 3  | 29  | 526 | 436 | 90  | Geplaatst voor Play-off  |
| 2   | United HC Tongeren | 18  | 13 | 3 | 2  | 29  | 533 | 444 | 89  | Geplaatst voor Play-off  |
| 3   | KV Sasja HC        | 18  | 12 | 2 | 4  | 26  | 556 | 484 | 72  | Geplaatst voor Play-off  |
| 4   | Initia HC Hasselt  | 18  | 10 | 1 | 7  | 21  | 516 | 479 | 37  | Geplaatst voor Play-off  |
| 5   | Sporting Neerpelt  | 18  | 8  | 1 | 9  | 17  | 502 | 523 | -21 | Geplaatst voor Play-off  |
| 6   | HCA Lommel         | 18  | 7  | 2 | 9  | 16  | 479 | 510 | -31 | Geplaatst voor Play-off  |
| 7   | ROC Flémalle       | 18  | 6  | 1 | 11 | 13  | 451 | 508 | -57 | Geplaatst voor play-down |
| 8   | HC Eynatten-Raeren | 18  | 5  | 1 | 12 | 11  | 459 | 504 | -45 | Geplaatst voor play-down |
| 9   | HC AtomiX          | 18  | 3  | 3 | 12 | 9   | 528 | 585 | -57 | Geplaatst voor play-down |
| 10  | HC Visé BM         | 18  | 3  | 3 | 12 | 9   | 450 | 527 | -77 | Geplaatst voor play-down |

## Nacompetitie

### Play-down
| Pos | Club               | Wed | W | G | V | Ptn | DT  | DV  | +/− | BP | Opmerking                           |
| --- | ------------------ | --- | - | - | - | --- | --- | --- | --- | -- | ----------------------------------- |
| 1   | ROC Flémalle       | 6   | 3 | 1 | 2 | 11  | 179 | 183 | -4  | +4 |                                     |
| 2   | HC AtomiX          | 6   | 4 | 0 | 2 | 9   | 196 | 176 | 20  | +1 |                                     |
| 3   | HC Eynatten-Raeren | 6   | 2 | 0 | 4 | 7   | 171 | 176 | -5  | +3 |                                     |
| 4   | HC Visé BM         | 6   | 2 | 1 | 3 | 7   | 174 | 185 | -11 | +2 | Degradeert naar de tweede nationale |

### Play-off

#### Groep A
| Pos | Club               | Ptn | Wed | W | G | V | DV  | DT  | +/− | BP | Opmerking                       |
| --- | ------------------ | --- | --- | - | - | - | --- | --- | --- | -- | ------------------------------- |
| 1   | United HC Tongeren | 9   | 4   | 3 | 0 | 1 | 131 | 125 | 6   | +3 | Geplaatst voor de Best of Three |
| 2   | KV Sasja HC        | 5   | 4   | 1 | 1 | 2 | 128 | 136 | -8  | +2 |                                 |
| 3   | Sporting Neerpelt  | 4   | 4   | 1 | 1 | 2 | 129 | 127 | 2   | +1 |                                 |

#### Groep B
| Pos | Club              | Ptn | Wed | W | G | V | DV  | DT  | +/− | BP | Opmerking                       |
| --- | ----------------- | --- | --- | - | - | - | --- | --- | --- | -- | ------------------------------- |
| 1   | Initia HC Hasselt | 9   | 4   | 3 | 1 | 0 | 114 | 98  | 16  | +2 | Geplaatst voor de Best of Three |
| 2   | Achilles Bocholt  | 7   | 4   | 2 | 0 | 2 | 108 | 106 | 2   | +3 |                                 |
| 3   | HCA Lommel        | 2   | 4   | 0 | 1 | 3 | 103 | 121 | -18 | +1 |                                 |

### Rangschikking wedstrijden

#### 5e en 6e plaats
| Sporting Neerpelt | 35 - 28 | HCA Lommel |

#### 3e & 4e plaats
| Achilles Bocholt | 29 - 26 | KV Sasja HC |

### Best of Three
|  | Initia Hasselt | 24 - 25 | United HC Tongeren | Alverberg, Hasselt |
|  |                |         |                    | Alverberg, Hasselt |
|  |                |         |                    | Alverberg, Hasselt |

|  | United HC Tongeren | 34 - 30 | Initia Hasselt | Eburons Dôme, Tongeren |
|  |                    |         |                | Eburons Dôme, Tongeren |
|  |                    |         |                | Eburons Dôme, Tongeren |

|                    |
| UNITED HC TONGEREN |
| 3de titel          |